# Lutrochus vestitus
Lutrochus vestitus is een keversoort uit de familie Lutrochidae. De wetenschappelijke naam van de soort is voor het eerst geldig gepubliceerd in 1882 door Sharp.